# نورمان بيتس (سياسي)
نورمان بيتس هو سياسي كندي، ولد في 1 أبريل 1954 في داكتاون في كندا. انتخب عضو الجمعية التشريعية لنيو برونزويك ‏.